# إريك يندستروم
إريك يندستروم (بالسويدية: Erik Lindström)‏ هو متزلج قفز سويدي، ولد في 2 يناير 1918 في أورنشولدسفيك في السويد، وتوفي في 2 سبتمبر 1955.

## وصلات خارجية
- إريك يندستروم على موقع أوليمبيديا (الإنجليزية)
- إريك يندستروم على موقع اللجنة الأولمبية السويدية (السويدية)